# St. Georg (Gachenbach)

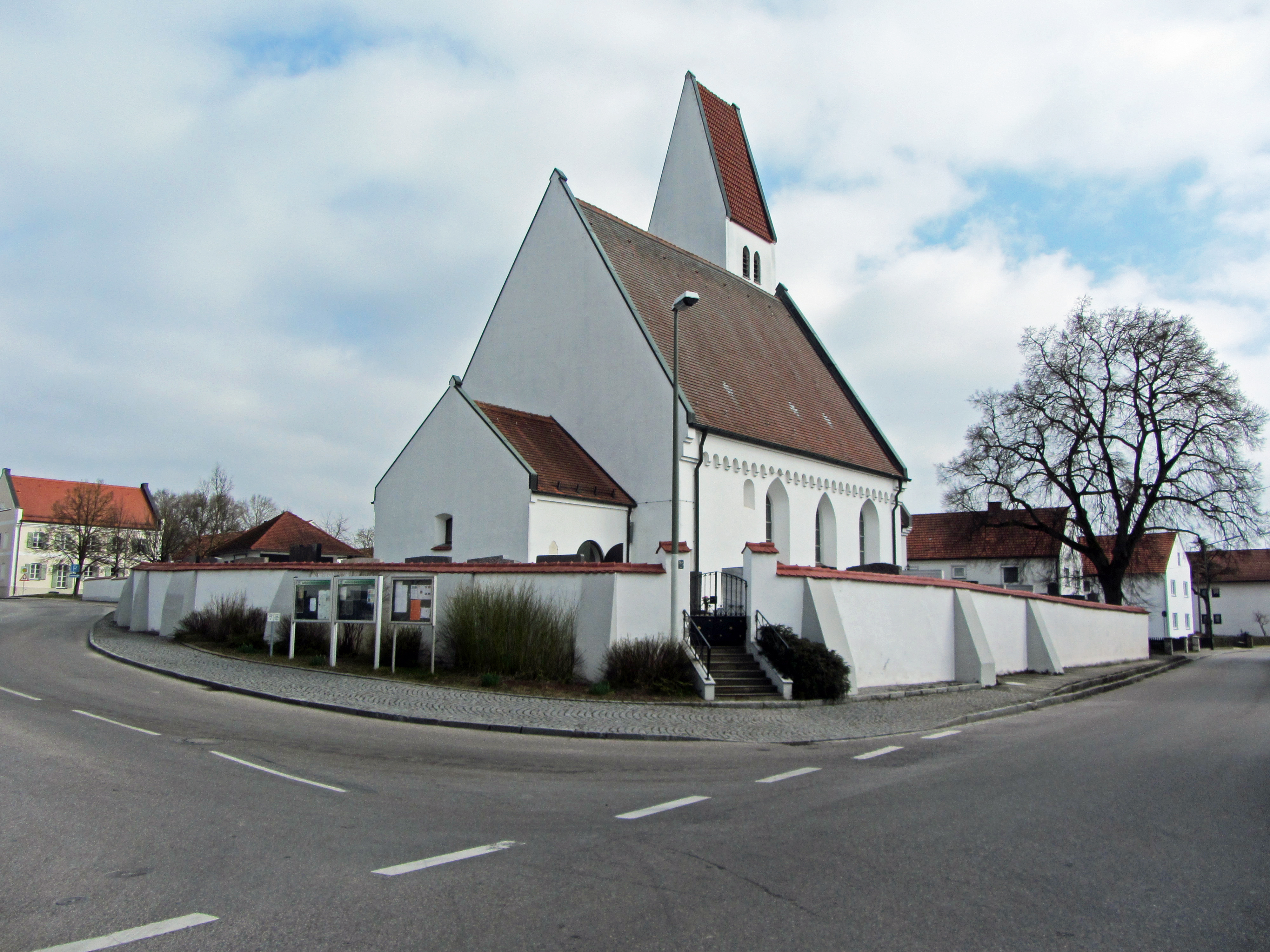
St. Georg in Gachenbach

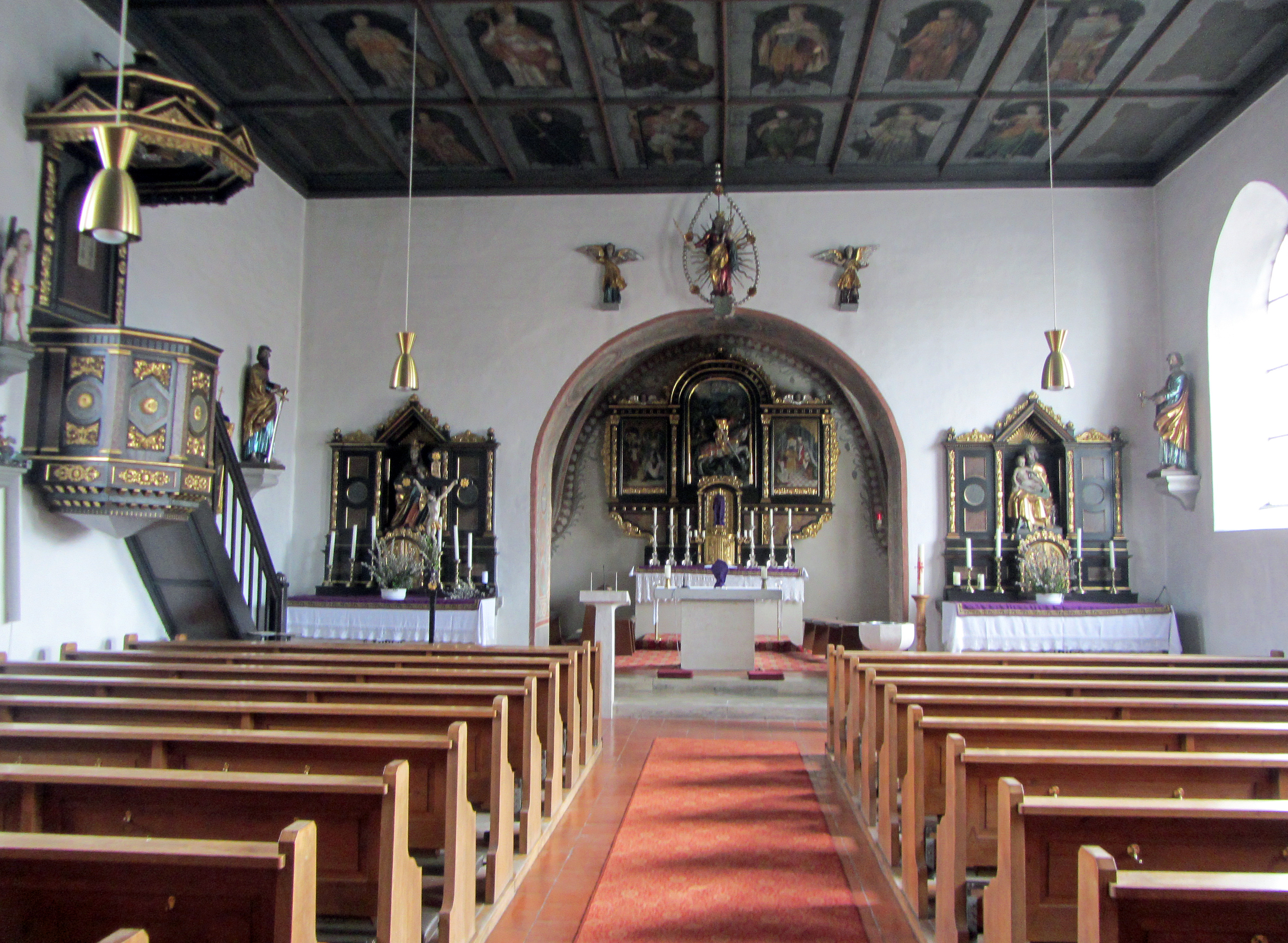
Innenraum

St. Georg ist eine römisch-katholische Filialkirche in Gachenbach, einer Gemeinde im oberbayerischen Landkreis Neuburg-Schrobenhausen. Das Bauwerk ist in der Liste der Baudenkmäler in Gachenbach unter der Nr. D-1-85-131-1 eingetragen. Die Kirche gehört zum Dekanat Neuburg-Schrobenhausen des Bistums Augsburg.

## Beschreibung
Die romanische Saalkirche wurde im 12. Jahrhundert errichtet. Sie besteht aus einem Langhaus, einem eingezogenen Chor im Osten, einem Chorflankenturm an der Nordwand des Chors und einem Vorzeichen im Westen, in dem sich das Portal befindet. 
Der Innenraum des Langhauses ist mit einer Flachdecke überspannt, der des Chors mit einem Kreuzrippengewölbe. Die Wandmalereien im Chor wurden im 14. Jahrhundert ausgeführt. Dargestellt sind die Vier Evangelisten, begleitet von Engeln mit den Leidenswerkzeugen. Deckenmalerei im Langhaus stammt aus dem 17. Jahrhundert. Die Brüstung der Empore wurde 1859 mit den Aposteln bemalt. Am Hochaltar befinden sich zwei Tafelbilder, auf denen die Auferstehung Jesu Christi und die Geburt Marias dargestellt sind. Am Chorbogen ist ein Gnadenstuhl zu sehen.

## Orgel

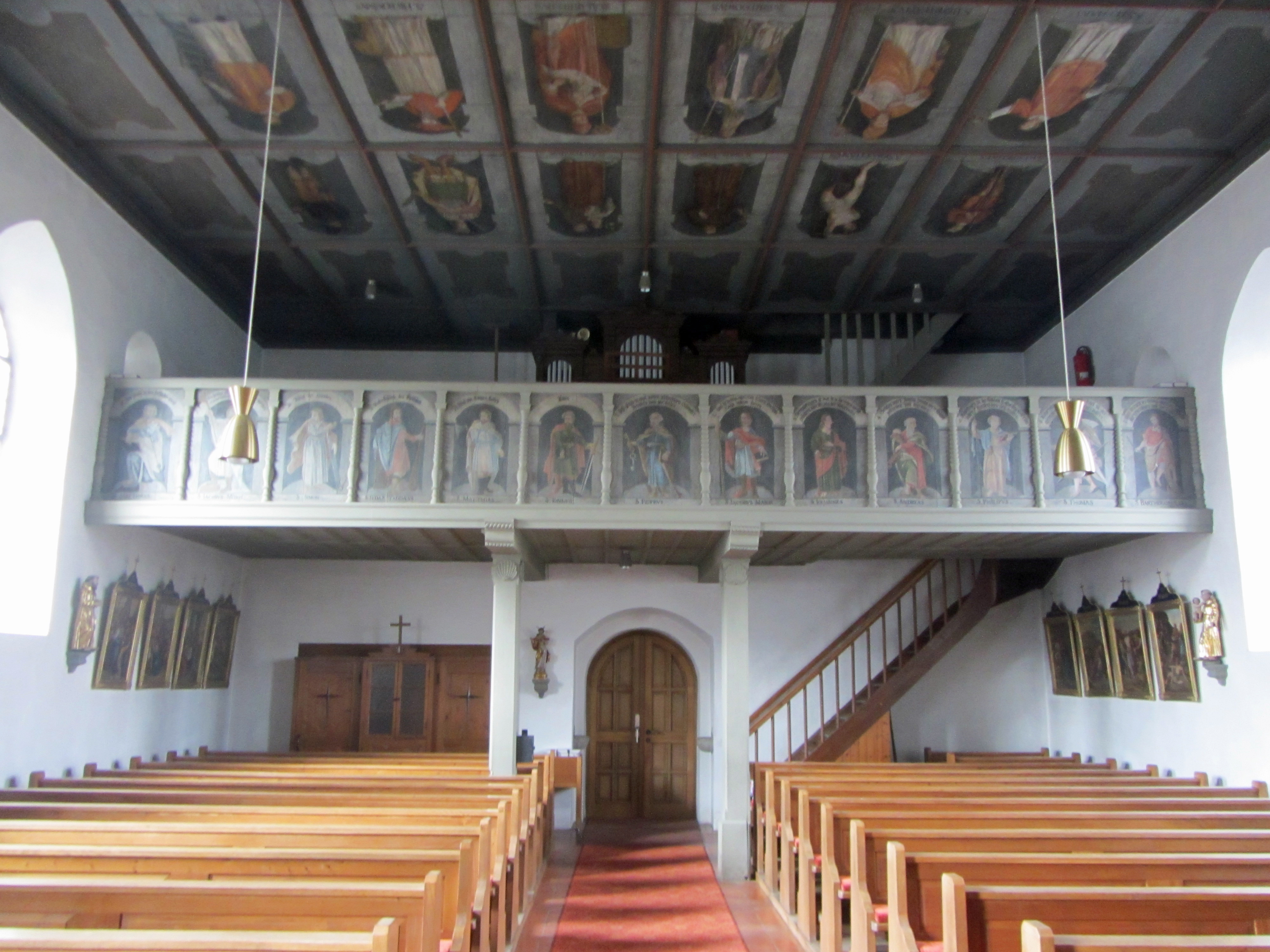
Kirchenschiff mit Maerz-Orgel

Die rein mechanische Schleifladen-Orgel mit sieben Registern auf einem Manual und Pedal und mit einem freistehenden Spieltisch wurde von Franz Borgias Maerz im Jahr 1889 gebaut. Die Disposition lautet:
| Manual     |       |
| Principal  | 8′    |
| Gedackt    | 8′    |
| Salicional | 8′    |
| Octav      | 4′    |
| Flöte      | 4′    |
| Mixtur     | 2 ⁄3′ |

| Pedal  |     |
| Subbaß | 16′ |

- Koppeln: M/P